# Владислав Гомулка
Владѝслав Гому̀лка (на полски: Władysław Gomułka, [vwaˈdɨswaf ɡɔˈmuwka]) е полски политик от Полската обединена работническа партия.
Роден е на 6 февруари 1905 година в Кросно в работническо семейство. Започва работа от ранна възраст и се включва в профсъюзни и комунистически организации и през 1943 година оглавява Комунистическата партия в окупираната от Германия Полша. След войната участва в установяването на тоталитарния режим в страната, но влиза в конфликт с диктатора Болеслав Берут и към 1948 година е отстранен от управлението. След Полския октомври през 1956 година отново застава начело на режима и го оглавява до 1970 година, когато е принуден да се оттегли след масови работнически протести.
Владислав Гомулка умира на 1 септември 1982 година в Констанчин от рак на белия дроб.